# Éric Valli
Éric Valli (Digione, 1952) è un fotografo e regista francese.
Ha iniziato a viaggiare intorno al mondo a 19 anni. Vive per lunghi periodi in Nepal, approfondendo la conoscenza della lingua e cultura tibetane e delle altre popolazioni hymalayane. Diventa fotoreporter e collaboratore fisso di testate come il National Geographic, Geo e Life, e scrive numerosi libri etnografici.
Il suo primo lungometraggio tipo fiction è Himalaya - L'infanzia di un capo, film-documentario ambientato nel Dolpo, ma ha comunque avuto precedenti esperienze in Sette anni in Tibet e Il piccolo Buddha.

## Opere
- Tsambou
- Tziba, mon village au Nepal
- Dolpo, le pays caché
- Mountain worlds
- Entre Nepal et Tibet
- Chasseurs de ténèbres
- Les enfants de la poussière
- Les voyageurs du sel

## Filmografia
- Chasseurs de miel, 1988
- Chasseurs de ténèbres, 1990
- Himalaya - L'infanzia di un capo, 1999
- Les vagabonds de la forêt, 2002